# Леонид Янков
Леонид Трайков Янков, известен като Леониде войвода, Мачуковски или още Лев Балкански, е български революционер, гевгелийски войвода на Вътрешната македоно-одринска революционна организация.

## Биография
Леонид Янков е роден през 1878 година в Мачуково, тогава в Османската империя в семейството на Трайко и Ката Янкови. Получава основно образование. В Мачуково има стабилен комитет на ВМОРО, начело с Генчо Лазаров Ортаков и бащата на Леонид Трайко е член на организацията. Леонид влиза във ВМОРО на ранна възраст и изпълнява куриерски задачи. През 1901 година е арестуван при разкритията на Баялската афера и лежи шест месеца в затвор. След излизането си от затвора убива шпионина Ристо Дойчинов и става нелегален четник, десетар четата на Аргир Манасиев, който е негов първи братовчед от страна на майка му.
Участва в Илинденско-Преображенското въстание, а след краха му се прехвърля в България. Връща се в Македония през 1904 година заедно с Томе Донев и Миле Таушанов и развива широка дейност в Богданско. От лятото на 1905 година е гевгелийски войвода. На 29 август терористите Ванчо Чолаков и Туше Петрушев убиват гъркоманския поп в Богданци, а на 31 август се събират с четата на Леонид Янков. Същата вечер е заловен куриерът на четата Дельо Карабаров от Гявото, с помощта на сърбоманския учител в Богданци част от шифъра в едно писмо е разгадан и по него турските власти влизат в следите на четата на Леонид Янков и срещу нея са изпратени гарнизони от Струмица и Дойран.
На 2 септември 1905 година Леонид Янков заедно с двама свои другари, в местността Гюров дол до село Гявато са обградени от турски аскер и след престрелка, траяла цял ден, Леонид Янков се самоубива.
Според различни източници с него загиват четниците Михаил Иванов Таушанов и Туше Гонов Петрушев от Богданци и Томе Киров Доновски и Тома Фириев от Стояково. Според Антон Янев Ванчо Чолаков и Туше Петрушев са отпратени от войводата, но първият загива в бой с турците, а Леонид Янков, Тома Фириев и Михаил Таушанов загиват заедно. След това телата им са погребани в българските гробища в Гевгели. Гевгелийският каймакам Тахсин, който участва в сражението, пише в спомените си, че предателството на четата е извършено от католически свещеник. Тахсин признава, че в битката турските сили дали много жертви, включително жандармерийския юзбашия Наджи бей. Накрая, битката била решена от чауша Хасан от Серфидже, който макар и да загубил двама души от отряда си, убил 11 четници, включително войводата. Тахсин нарича войводата Льонидов.
Българският поет и преводач, журналист и общественик Румен Леонидов е правнук на войводата Леонид Янков. Редовно посещава лобното място на прадядо си, канен официално като гостуващ поет. На „Мелнишките вечери на поезията“ през 2008 година печели Наградата на ВМРО за стихотворението си „Песен за Леонид войвода“.